# September 2009
| September 2009 |
| Månader under 2009: Januari · Februari · Mars · April · Maj · Juni · Juli · Augusti · September · Oktober · November · December ← December 2008 · Januari 2010 → |

## Händelser
- 8 september - Minst 31 människor omkommer av översvämningar i Turkiet.[1]
- 11 september - Rymdfärjan Discovery med bland annat den svenske astronauten Christer Fuglesang ombord, landar åter på Jorden.
- 12 september - Den första vaccineringen mot Den nya influensan i Sverige, genomförs på en testgrupp i Eskilstuna.
- 14 september - Val till Stortinget hålls i Norge där Jens Stoltenbergs koalitionsregering sitter kvar efter en knapp seger.
- 15 september - José Manuel Barroso omväljs som ordförande för EU-kommissionen i ytterligare fem år.
- 20 september - Kyrkovalet 2009 hålls runt om i Sverige. Valdeltaganten blir relativt lågt, drygt 12 procent av de 5,7 miljoner röstberättigade i befolkningen deltar i valet.
- 23 september
  - Ett mycket spektakulärt rån mot en värdedepå i Västberga ägd av säkerhetsföretaget G4S, genomförs med bland annat en stulen helikopter. Se vidare på Helikopterrånet.
  - Drygt 100 människor omkommer och ett 50-tal stängs inne när bygget av en 275 meter hög skorsten, rasar samman i den indiska staden Korba.
- 24 september - En intensiv hagelskur drabbar Södertälje.
- 26 september - Omkring 240 människor omkommer då en tyfon drar in över Filippinerna, vilket bland annat skapar extrema vattenflöden i huvudstaden Manilla.
- 27 september - Parlamentsval hålls i Tyskland där Angela Merkel och hennes parti CDU sitter kvar vid makten i ytterligare fyra år. Det liberala partiet FDP gör sitt bästa val någonsin, medan socialdemokratiska SPD gör sitt sämsta val på 60 år.
- 29 september - Ett jordskalv med magnituden 8,3 på richterskalan inträffar i Stilla Havet med epicentrum strax utanför Samoaöarna. Omkring 110 personer omkommer när en efterföljande tsunami slår in över stränderna på omkringliggande öar, däribland Samoa och Amerikanska Samoa. Tsunamivarningar utfärdades också bland annat för Fiji, Cooköarna, Franska Polynesien och Nya Zeeland, som dock senare avblåstes.
- 30 september - En kraftig jordbävning magnituden 7,6 drabbar den indonesiska ön Sumatra. I provinshuvudstaden Padang på västra Sumatra får skalvet flera byggnader att rasa samman, varvid cirka 80 personer dör och tusentals stängs inne under rasmassorna. En del tsunamivarningar gick också ut för vissa länder runt Bengaliska viken och Indiska oceanen, men dessa avblåstes strax efter att de hade utfärdats.